# Vicent Franch
Vicent Franch i Ferrer (Burriana, 8 maggio 1949) è un giurista, politologo e scrittore spagnolo.

## Biografia
Professore di Diritto Costituzionale e Scienza Politiche e dell'Amministrazione dell'Università di Valencia, è stato magistrato della Sala dell'Aula di Giustizia Amministrativa del Tribunale Superiore di Giustizia della Comunità Valenciana (dove esercitò dal 1990 al 1995).
È stato Direttore del Centro de Documentazione Elettorale della Comunità Valenciana e Direttore della collezione di libri Estudi General-Textos Valencians della Istituzione Alfons el Magnànim della Deputazione de Valenza, che ha per obiettivo il recupero di tutti i libri importanti delle apportazione valenzane al dibattito sociale e al pensiero da Arnau de Vilanova fino a l'attualità. È stato in diversi periodi Direttore del Dipartimento di Diritto Costituzionale e Scienze Politiche e dell'Amministrazione dell'Università di Valencia. Attualmente è Direttore della rivista Tractat de l'Aigua (rivista valenciana interdisciplinare dell'acqua).

## Altre cariche e attività
Durante la transizione spagnola fu primo Presidente e poi Sindaco Maggiore, dell'Agrupazione di Cultura di Burriana. È stato sindaco del piccolo villaggio di Aín, nella provincia di Castelló fra 1999 e 2003. Durante gli scorsi anni Vicent Franch ha anche preso parte in diversi conferenze, seminari e relazione, non appena in numerosi corsi, giornate e seminari.

## Opere

### Diritto
Vicent Franch è l'autore di una dozzina de libri e di quasi un centinaio di articoli specializzati nella storia politica valenciana, Diritto Autonomico, Diritti Linguistici e Teoria e Pratica Politica. Ha compiuto numerosi studi su problemi attuali dell'autonomia valenciana ed è redattore di un longo informe sulla modificazione del sistema elettorale del Senato spagnolo incaricato pello stesso Senato il 1997.
Fu redattore, con altri professori universitari, dello Estatut de Morella (1979), documento sul quale sono stati elaborati i progetti di Statuto di Autonomia valenciani dei partiti politici durante la transizione. Egli ha diretto e pubblicato numerosi lavori su elezioni e comportamento politico dei valenciani. È anche l'autore di un congiunto di proposte per la riforma dello Statuto di Autonomia della Comunità Valenciana (2005), proprio come in fatto di diritti linguistici.
Tra gli altri possiamo citare i seguenti lavori:
- Volem l'Estatut! Una Autonomia possible per al País Valencià (in collaborazione) (1977).(CA)
- El nacionalisme agrarista valencià (1918-1923) (1981).(CA)
- El blasquisme: Reorganització i conflictes polítics (1928-1936) (1984), che ricevé il Premio de Saggio Vicent Boix.(CA)
- Document 88 (in collaborazione) (1989).(CA)
- Vicent Cañada Blanch (1900-1993): la voluntad de mecenazgo (2010) (Lunga biografia di questo patricio di Burriana).(ES)
- El sentiment constitucional dels valencians (2003).(CA)
- Les eleccions autonòmiques i municipals del 25 de maig del 2003 a la Comunitat Valenciana (2005) (dove egli è autore e editore).(CA)

### Letteratura
Come scrittore di narrativa - una delle sue più intime passioni -, egli ha pubblicato diversi libri, tutti scritti in catalano. Possiamo sottolineare questi:
- La vetla d'En Pere Ruixes (Premio di racconti Malvarrosa 1978).
- La fuita d'En Quim Ortolà (1984).
- L'Enquesta (e altri racconti) (Premio Pasqual Tirado di racconti, 1984).[4]
- Estius a la Carta (1990).
- Palamarinar (1994) (libro magico e autobiografico simultaneamente).

Fu il direttore dell'ultima epoca di El Conte del Diumenge (Editoriale Prometeo) durante i primi anni ottanta del secolo passato. Egli ha esercitato anche di tanto in tanto da critico letterario.

### Giornalismo
Egli è editorialista dal 1976 e ha scritto in molti giornali e riviste:
- Castellón Diario, Mediterráneo e Levante de Castelló, fra i giornali di Castelló.
- Las Provincias, Diario de Valencia, Notícias al Día, Levante-EMV, Hoja del Lunes e El Temps di Valenza.
- Fuori dell'ambito valenciano egli ha pubblicato articoli en ABC, Diario de Mallorca, Avui, Deia, La Vanguardia, e da 1995 fino a 2008 fu editorialista abituale di El País.

Oggi prepara la pubblicazione di una serie di libri di riassunto della sua opera giornalistica..